# Baye Ibrahima Niasse
Pour les articles homonymes, voir Niasse.
Baye Ibrahima Niasse est un footballeur franco-sénégalais né le 18 avril 1988. Il joue au poste de milieu de terrain.

## Biographie
Formé à l'AS Nancy-Lorraine, il joue entre 2008 et 2011 pour le club de Neuchâtel Xamax qui évolue en Axpo Super League (D1 Suisse).
Il continue sa carrière en évoluant dans divers clubs de Chypre, d'Azerbaïdjan, de Russie, de Roumanie, d'Inde, du Maroc et de Grèce, où il termine sa carrière en 2023.